# Aéroport régional de Beverly
Aéroport régional de Beverly (code IATA : BVY • code OACI : KBVY • code FAA : BVY) est un aéroport public à usage public situé à Beverly, Danvers et Wenham, Massachusetts, dans le comté d'Essex, trois milles marins (6 km) au nord-ouest du quartier central des affaires de Beverly. 
Le plan national des systèmes aéroportuaires intégrés pour 2011-2015 l'a classé comme aéroport de secours ce qui signifie qu'il est disponible pour décharger l'aéroport international Logan des petits avions de type aviation générale pendant les heures de pointe sur Logan. 

## Histoire
L'aéroport régional de Beverly a été construit en 1928 grâce aux efforts du Beverly Aero Club et de la Chambre de commerce de Beverly. L'US Navy a exploité l'aéroport pendant la Seconde Guerre mondiale dans le cadre d'un accord d'utilisation conjointe en tant que Naval Auxiliary Air Facility Beverly. Il existait comme une installation aérienne auxiliaire de la Naval Air Station Squantum. 
Il a été mis en service le 15 mai 1943 et l'aérodrome a été amélioré avec une nouvelle piste d'asphalte. La Marine a construit une tour de contrôle, une caserne et d'autres structures et comprenait quatre officiers et soixante hommes enrôlés. Le terrain offrait des exercices tactiles aux étudiants de la Naval Air Station Squantum ainsi qu'aux étudiants pilotes de Fleet Air Arm. Des avions de la station aérienne de la Garde côtière de Salem ont également utilisé l'installation de patrouille maritime, ainsi qu'un détachement du VS-31, qui a effectué des patrouilles anti-sous-marines avec des avions Douglas SBD-5. 
Il a été déclassé en tant qu'installation militaire le 1er août 1945. La propriété de l'aéroport a été transférée à la ville de Beverly en 1950. 

## Installations et avions

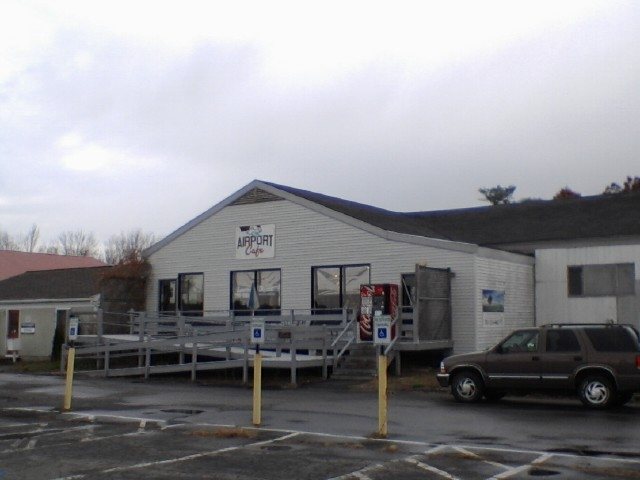
À l'origine, le Beverly Airport Cafe, rebaptisé Something Different Cafe, situé à l'aéroport de Beverly.

L'aéroport régional de Beverly couvre une superficie de 470 acres (190 ha) à une altitude de 107 pieds (33 m) au-dessus du niveau moyen de la mer. Il a deux pistes avec des surfaces asphaltées. 
Pour la période de 12 mois se terminant le 1er octobre 2011, l'aéroport comptait 66 900 opérations aériennes, en moyenne 183 par jour : 99 % d'aviation générale, 1 % de taxi aérien et <1 % de militaires. À cette époque, 103 avions étaient basés dans cet aéroport : 84 % monomoteur, 11 % multimoteur, 3 % hélicoptère et 2 % jet. 

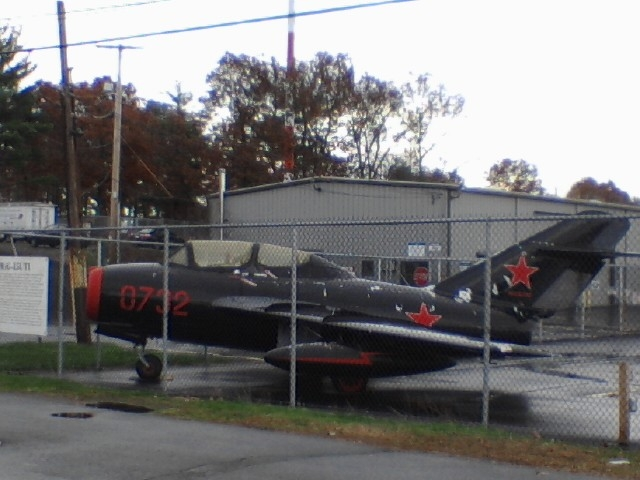
MiG-15UTI en exposition informelle.

L'escadron de patrouille aérienne civile MA-019, l'escadron de Beverly, est basé à l'aéroport régional de Beverly dans l'ancienne tour de contrôle de l'aéroport. 
Le Something Different Cafe est situé sur le côté Est de l'aéroport. Il est ouvert du mardi au dimanche de 7h00 à 2h00 et propose des menus pour le petit-déjeuner et le déjeuner.

## Événements notables
Le 16 juillet 1936, le chef d'orchestre Orville Knapp, frère de l'actrice Evalyn Knapp, y est décédé dans un accident d'avion après avoir mal évalué une manœuvre d'atterrissage et calé dans les airs. 
Des courses automobiles SCCA ont eu lieu à l'aéroport de Beverly en 1955 et 1956. Les courses inaugurales ont eu lieu le 4 juillet 1955. Phil Hill fut le champion en 1955. Le champion de 1956 était Carroll Shelby. 
Le 9 mai 1989, Alfred James Hunter III, un postier qui avait abattu son ex-femme un peu plus tôt dans la soirée, a volé un avion (un Cessna 152 Trainer) à un instructeur de vol,.
Une scène du film The Perfect Storm de 2000 a été tournée à l'aéroport de Beverly.
En mai 2008, une scène du film The Proposal a été tournée à l'aéroport de Beverly. 